# Gasttozz
Ненад Маринковић (Свилајнац, 10. март 1992), познат као Gasttozz (транскр.  Гастоз), српски је певач, јутјубер и телевизијска личност.

## Живот и каријера

### 1992—2008: Детињство, младост и почетак каријере
Ненад Маринковић је рођен 10. марта 1992. године у Свилајнцу. Син је Гордане Маринковић и Светислава Синђелића „Ђуре”. Отац, поред њега, има петоро деце. Ненад се до 2018. презивао Маринковић, када преузео очево презиме, Синђелић. Међутим, касније је изјавио да се званично и даље презива Маринковић.
Ненад је одрастао са мајком у Свилајнцу, да би након завршетка основне школе отишао у Париз. У Париз је отишао код мајке која је нешто раније отишла тамо да ради. У Паризу је касније почео да ради као конобар а 2009. године је почео да снима клипове за платформу YouTube.

### 2009—2014: Фокус на
Маринковић је први видео на платформи Youtube објавио 6. новембра 2009. године. Посебну пажњу привукао је видео „Нафурана мала”.
С обзиром на популарност својих видео снимака на платформи, Маринковић је 2012. године гостовао у емисији Амиџи шоу, у делу емисије „Два минута славе”. Међутим, нису остварили сарадњу, јер је водитељ по Маринковићевим речима, тражио од њега да „прода своје ја”.

### 2015—данас:Паровии музичка каријера
Маринковић 8. марта 2015. постаје учесник треће сезоне ријалити-шоуа Парови, где осваја прво место и главну награду у износу од 40.000 евра. Након завршетка ријалити-шоуа Парови, 29. јуна 2015, појављује се као гост у другој сезони ријалити-шоуа Малдиви. Исте године, постаје учесник четврте сезоне ријалити-шоуа Парови, где осваја друго место и награду у износу од 20.000 евра.
Музичку каријеру започиње објављивањем првог сингла, „Намерно”, 26. октобра 2016. године. Други сингл, „Проблем”, објављује 17. јануара 2017. године. Трећи сингл, дует са DJ Shone-ом и Вук Мобом, „Дупло лоши”, објављује 26. марта 2017. године. Четврти сингл, „Само кажи”, објављује 2. јула 2017. године.
Маринковић 16. септембра 2017. постаје учесник шесте сезоне ријалити-шоуа Парови, где осваја прво место и главну награду у износу од 70.000 евра.
Свој пети сингл, „Дај ми”, објављује 20. августа 2018. године. Шести сингл „Антидот”, објављује 18. септембра 2018. године. Седми сингл „Артимије”, објављује 10. децембра 2018. године. Осми сингл, дует са Alexandrom Matrix, објављује 3. фебруара 2019. године. Девети сингл, дует са Јами, „Милф”, објављује 15. марта 2019. године. Десети сингл, „Мој животе”, објављује 19. јуна 2019. године. Једанаести сингл, дует са Вањом Мијатовић, „Скупо би те платио”, објављује 21. фебруара 2020. године. Дванаести сингл, „Иде Gasttozz”, објављује 23. јуна 2020. године.
Маринковић 30. августа 2020. године постаје учесник девете сезоне ријалити-шоуа Парови.

## Дискографија

### Синглови
- Намерно (2016)
- Проблем (2017)
- Дупло лоши (дует са Вук Мобом и DJ Shone-tom, 2017)
- Само кажи (2017)
- Дај ми (2018)
- Антидот (2018)
- Аритмије (2018)
- Катаклизма (дует са Alexandrom Matrix, 2019)
- Милф (ft. Јами, 2019)
- Мој животе (2019)
- Скупо би те платио (дует са Вањом Мијатовић, 2020)
- Иде  (2020)
- Протеини витамини (2021)
- Њами њами (дует са 2L 2021)
- Ко ти је тата? (дует са Тозлом 2021)
- Главом кроз зид (дует са Дени Бонештајем 2021)
- Мала нема личну карту (2022)
- Рагазза (дует са Wajwaijem 2022)
- Лаку ноћ и довиђења (дует са Риалдом 2022)
- Конобари (2022)
- Зна да га живи (2022)
- Чоко и ванилла (2023) (АУДИО)
- Платим да те клатим (2023)
- Македонки (дует са Kristinom Dimitry 2023)
- Хало (дует са Тозлом 2023)